# Justin Sedlák
Justin Sedlák, né le 14 janvier 1955, à Hostie, en Tchécoslovaquie, est un ancien joueur, entraîneur et dirigeant tchécoslovaque de basket-ball. Il évolue durant sa carrière au poste d'ailier.

## Palmarès
- 3e du championnat d'Europe 1981